# Concours Eurovision de la chanson 2000
- Pays participants
- Pays relégués ne pouvant pas participer
- Autres pays ayant participé dans le passé

Jérusalem 1999 Copenhague 2001
Le Concours Eurovision de la chanson 2000 fut la quarante-cinquième édition du concours. Il se déroula le samedi 13 mai 2000, à Stockholm, en Suède. Il fut remporté par le Danemark, avec la chanson Fly on the Wings of Love, interprétée par les Olsen Brothers. La Russie termina deuxième et la Lettonie, troisième.

## Organisation
La Suède, qui avait remporté l'édition 1999, se chargea de l’organisation de l’édition 2000.
Dans la perspective du nouveau millénaire et pour lui éviter de se démoder, les organisateurs suédois décidèrent de moderniser le concours. Ils créèrent un logo innovant, optèrent pour une salle pourvue des derniers développements technologiques et investirent le nouveau média du moment : Internet.

## Logo
Le logo de l’édition 2000 était une paire de lèvres entrouvertes. Ses concepteurs la décrivirent comme une bouche sensuelle et stylisée et comme la représentation confondue des concepts de chanson, de discours et de dialogue. Ce logo rencontra un vif succès, au point d’entrer en lice trois ans plus tard, pour devenir le logo officiel du concours. Il dut cependant s’incliner face à l’actuel, au motif central en forme de cœur.

## Pays participants
Vingt-quatre pays participèrent à la finale du quarante-cinquième concours.
Cinq pays furent relégués : la Bosnie-Herzégovine, la Lituanie, la Pologne, le Portugal et la Slovénie.
Cinq pays firent leur retour : la Finlande, la Macédoine, la Roumanie, la Russie et la Suisse.
Deux places supplémentaires furent ouvertes. La vingt-quatrième fut attribuée à la Lettonie, qui fit ainsi ses débuts. La vingt-cinquième devait revenir à la Grèce, mais celle-ci se désista au dernier moment. L’UER n’eut pas le temps de trouver un remplaçant. La Slovaquie et la Hongrie qui furent approchées, refusèrent en effet de faire leur retour, pour des raisons financières.

## Format

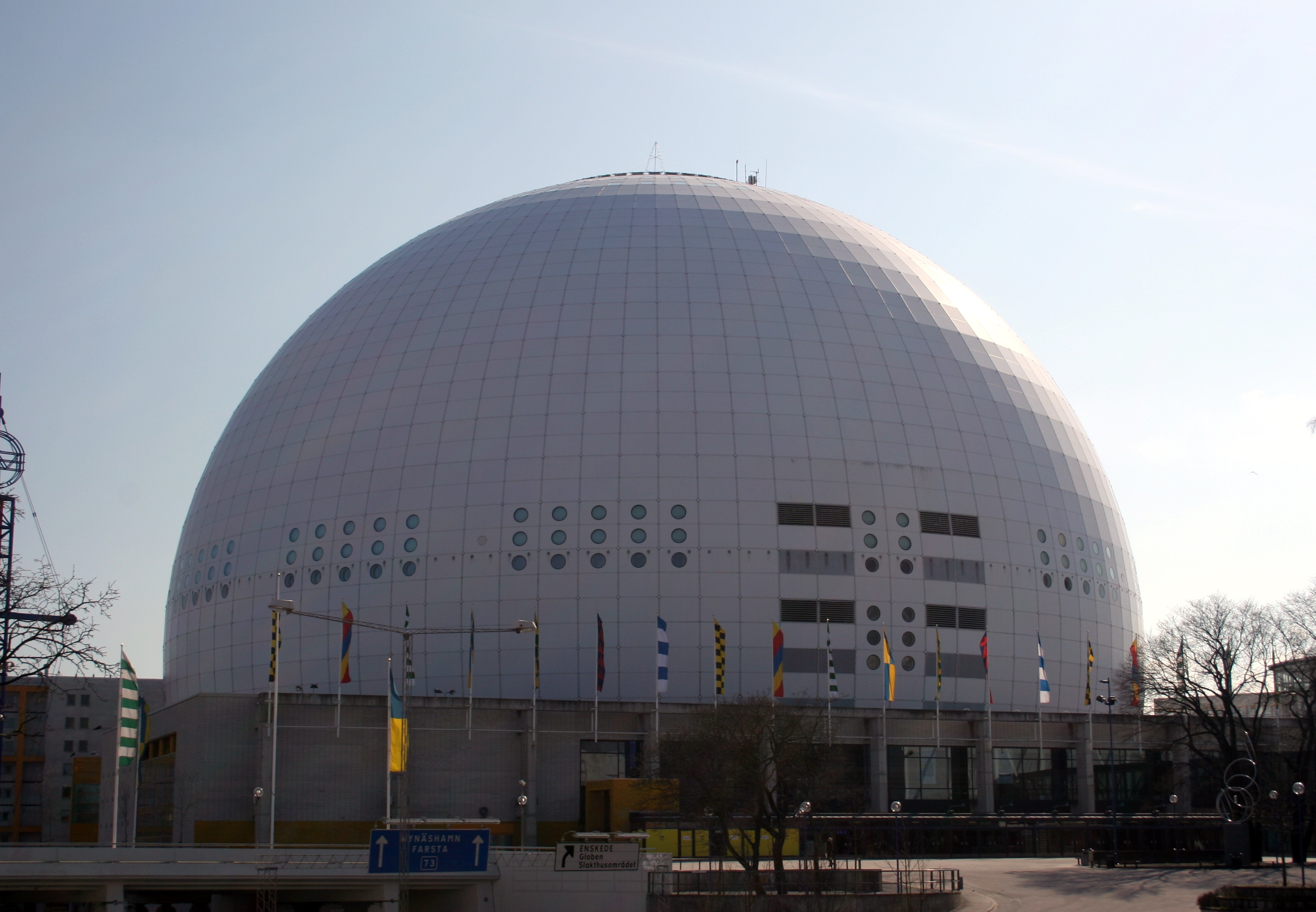
Le Globen, à Stockholm.

Le concours eut lieu au Globen, à Stockholm, salle de spectacle pouvant contenir 13 000 spectateurs. Elle détint pour un an, le record de la plus vaste salle ayant jamais accueilli le concours.
La scène se composait d’un podium circulaire de couleur blanche, bordé de rectangles lumineux. Deux écrans géants encadraient le podium : celui de gauche, de forme rectangulaire, montra les cartes postales, les prestations des artistes et le tableau de vote ; celui de droite, de forme circulaire, montra le logo aux couleurs du drapeau national du pays participant et les porte-paroles nationaux. Sur le podium même, se dressaient cinq piliers blancs, mobiles et rotatifs. Leur face avant était pourvue d’un écran vertical permettant de projeter des images durant les prestations. Ce fut d’ailleurs la toute première fois que les prestations des artistes furent personnalisées au moyen de vidéos illustrant le thème de chaque chanson. Ces cinq piliers pouvaient être réunis pour former un troisième écran géant. Enfin, au-dessus du podium, était suspendue une toile circulaire blanche et derrière, se dressaient trois rangées de rectangles lumineux.
Le programme dura près de trois heures et deux minutes. Pour la toute première fois, le concours fut diffusé en direct sur Internet.

## Présentateurs
Les présentateurs de la soirée furent Kattis Ahlström et Anders Lundin. Ils s’exprimèrent principalement en anglais, ne recourant que rarement au français et au suédois.

## Ouverture
L’ouverture du concours débuta par une vidéo sur la Suède contemporaine. La bouche du logo, en surimpression sur les images, énonça les noms des vingt-quatre pays participants. La vidéo se termina par une vue aérienne du Globen.
La caméra montra alors l’intérieur de la salle plongée dans la pénombre, puis fit un plan rapproché sur la scène. Caroline Lundgren, premier violon de l’Orchestre Symphonique des Jeunes de Stockholm, vêtue d’un costume traditionnel suédois, apparut et s’écria : « Welcome Europe ! » La scène s’illumina alors et les spectateurs se mirent à applaudir. Les cinq piliers décoratifs s’écartèrent pour laisser le passage à Kattis Ahlström et Anders Lundin. Ils conclurent l’ouverture par les salutations d’usage, qu’ils prononcèrent en mêlant les langues nationales des pays participants.

## Cartes postales
Les cartes postales débutaient par une vue des coulisses de la scène. L’on voyait les artistes sortants saluer les artistes entrants. S’ensuivait une vidéo mettant en avant la présence du pays participant dans la vie quotidienne des Suédois tels que des personnalités, objets ou des spécialités du pays.

## Chansons
Vingt-quatre chansons concoururent pour la victoire. Pour la toute première fois, les vingt-quatre chansons furent éditées sur une compilation officielle, mise en vente avant la finale. Cette tradition perdure toujours à l’heure actuelle.
Avant la finale, les chansons estoniennes, néerlandaises et britanniques étaient les favorites des fans, des parieurs et des premiers sondages sur Internet. Mais elles ne terminèrent respectivement que quatrième, treizième et seizième au classement général.
La représentante néerlandaise, Linda Wagenmakers, eut recours à un accessoire vestimentaire qui fut très remarqué : un vaste manteau noir et blanc, s'évasant en crinoline. Arrivée au refrain, elle le retira, révélant au public les deux danseurs qui étaient dissimulés en dessous.
La représentante britannique, Nicki French, avait déjà rencontré un grand succès commercial en 1995, avec sa reprise du Total Eclipse of the Heart de Bonnie Tyler.
Le représentant allemand, Stefan Raab, avait déjà concouru en 1998, mais en tant qu’auteur et compositeur. Il avait écrit la chanson Guido hat euch lieb !, qui avait terminé à la septième place.
La chanson suédoise, When Spirits are Calling my Name, était un manifeste en faveur des populations autochtones dépossédées de leurs territoires ancestraux et de leur culture séculaire. Pour mieux illustrer le thème du morceau, son interprète, Roger Pontare, se fit accompagner sur scène par un Sami de Norvège, un Inuit du Groenland et un Cri d’Amérique du Nord.

## Première controverse
La prestation des représentants israéliens, le groupe Ping Pong, suscita une vive controverse dans leur pays. Arrivés au refrain, les deux membres masculins du groupe s'embrassèrent sur la bouche. Puis, au dernier couplet, ils brandirent des drapeaux syriens. Le groupe souhaitait en fait promouvoir la paix entre Israël et la Syrie.

## Incident
Ce soir-là, les Pays-Bas furent frappés par une catastrophe majeure. Une usine de feux d'artifice située à Enschede prit feu et explosa, tuant 23 personnes et en blessant 947 autres. La télévision publique néerlandaise interrompit la retransmission du concours, afin de pouvoir diffuser en direct les nouvelles relatives au désastre. Les lignes téléphoniques destinées à recueillir les votes des téléspectateurs néerlandais furent réaffectées aux secours et à l'aide aux victimes. Par la suite, les responsables de la NOS expliquèrent avoir estimé inappropriée la retransmission d’un spectacle de divertissement en pareilles circonstances.

## Pause commerciale
Durant la pause commerciale, fut projetée une vidéo de moments et de prestations marquantes du concours. L’on vit ainsi Anaid Iplicjian lancer la toute première procédure de vote (1957), Katie Boyle présenter le tableau de vote du concours 1960, Ingvild Bryn dans la première blue room (1996), Marie Myriam et Céline Dion pleurer à l’annonce de leur victoire (1977 et 1988), Johnny Logan et Carola Häggkvist bondir de joie (1987 et 1991), Timur Selçuk diriger l’orchestre (1989), Dana International chuter lors de la remise du trophée (1999) et Lill Lindfors perdre le bas de sa robe (1985). Apparurent également Telex (1980), Minouche Barelli (1967), Nicole & Hugo (1973), Jarkko & Laura (1969), Cliff Richard (1973), ABBA (1974), Bill Van Dijk (1982), Teach-In (1975), Ketil Stokkan (1986), Anne-Karine Strøm (1976), Bucks Fizz (1981), Alice Babs (1958), Paul Oscar (1997), Dana International (1998), Louis Neefs (1969), Danijela Martinović (1998), Doce (1982), Margot Hielscher (1958), Mouth & MacNeal (1974), Lulu (1969), Silver Convention (1977), Schmetterlinge (1977), Charlotte Nilsson (1999), ainsi que les choristes de Cliff Richard (1968), de Seyyal Taner (1987) et d'Ajda Pekkan (1980).

## Entracte
Le spectacle d'entracte débuta sur un solo de violon, interprété par Caroline Lundgren. S'ensuivit une vidéo intitulée Once Upon a Time Europe Was Covered With Ice, dirigée par Johan Söderberg et produite par John Nordling. L'on y voyait des enfants et des musiciens, filmés dans tous les pays participants, interpréter la partition de Söderberg. En parallèle, étaient montrées des scènes de la vie quotidienne.
À la fin de la vidéo, Caroline Lundgren réapparut sur la scène avec son violon. Elle fut rejointe par les musiciens de rue de Stockholm, le groupe Bounce. Ensemble, ils interprétèrent un ballet dans le prolongement de la vidéo, accompagnés par les percussions des Strängnäs Drumcorps.

## Green room
Durant le vote, la caméra fit systématiquement un plan sur les participants qui recevaient "douze points". Apparurent ainsi à l'écran les Olsen Brothers, Pınar Hayan, le groupe Brainstorm, Alsou, Stefan Raab, August & Telma, le groupe Taxi et Roger Pontare.

## Vote
Les téléspectateurs des pays participants votèrent par téléphone pour leurs chansons préférées. Les votes ainsi exprimés furent agrégés en 1, 2, 3, 4, 5, 6, 7, 8, 10 et 12 points. Chaque pays fut contacté par satellite, selon l'ordre de passage des participants. Les points furent énoncés dans l’ordre ascendant, de un à douze.
Dans quatre pays cependant, la Macédoine, la Roumanie, la Russie et la Turquie, le vote fut décidé par un jury, qui attribua 1, 2, 3, 4, 5, 6, 7, 8, 10 et 12 points à ses dix chansons préférées.
Initialement, les Pays-Bas devaient recourir eux aussi au télévote. Mais à la suite de la catastrophe d'Enschede, les lignes furent suspendues. Les votes du jury de substitution furent employés à la place.
Le superviseur délégué sur place par l'UER fut Christine Marchal-Ortiz.
Le Danemark mena le vote du début à la fin, parfois talonné par la Russie, mais sans jamais en être menacé.

## Résultats
Ce fut la deuxième victoire du Danemark au concours. Ce fut la première fois depuis 1984 et le groupe Herreys, que des frères remportèrent le concours.
Ce fut la première fois à la suite de la défaite du Luxembourg trente ans plus tôt durant l'édition 1970 qu'une chanson en français arriva à la dernière place.
Deux records furent établis par les Olsen Brothers. Premièrement, ils devinrent les artistes les plus âgés à décrocher le grand prix : Jørgen avait alors 51 ans et Niels, 47. Ils battirent ainsi le record de Charlie McGettigan, âgé de 44 ans lors de sa victoire en 1994. Deuxièmement, ils permirent au Danemark de gagner à nouveau le concours, 37 ans après sa première victoire de 1963. Ce record ne fut battu qu'en 2014 lorsque Conchita Wurst remporta le concours pour l'Autriche, 48 ans après la dernière victoire autrichienne.
Revenus sur scène, les Olsen Brothers remercièrent la télévision et le public suédois pour leur accueil et leur soutien. Ils reçurent le trophée de la victoire des mains de Caroline Lundgren et furent rejoints pour leur reprise par les danseurs de l'entracte. Par la suite, Fly on the Wings of Love rencontra un très grand succès commercial dans les pays scandinaves et germanophones. Le single se vendit à 100 000 exemplaires au Danemark (un record absolu pour l’époque) et fut numéro un des ventes en Suède.
En 2005, lors de l'émission spéciale Congratulations, Fly on the Wings of Love fut élue sixième meilleure chanson à jamais avoir été présentée au concours.
| Ordre | Pays        | Artiste(s)            | Chanson                          | Langue(s)           | Place | Points |
| ----- | ----------- | --------------------- | -------------------------------- | ------------------- | ----- | ------ |
| 01    | Israël      | Ping Pong             | Sameyakh (שמייח)                 | Hébreu              | 22    | 7      |
| 02    | Pays-Bas    | Linda Wagenmakers     | No Goodbyes                      | Anglais             | 13    | 40     |
| 03    | Royaume-Uni | Nicki French          | Don't Play That Song Again       | Anglais             | 16    | 28     |
| 04    | Estonie     | Ines                  | Once in a Lifetime               | Anglais             | 4     | 98     |
| 05    | France      | Sofia Mestari         | On aura le ciel                  | Français            | 23    | 5      |
| 06    | Roumanie    | Taxi                  | The Moon                         | Anglais             | 17    | 25     |
| 07    | Malte       | Claudette Pace        | Desire                           | Anglais1            | 8     | 73     |
| 08    | Norvège     | Charmed               | My Heart Goes Boom               | Anglais             | 11    | 57     |
| 09    | Russie      | Alsou                 | Solo                             | Anglais             | 2     | 155    |
| 10    | Belgique    | Nathalie Sorce        | Envie de vivre                   | Français            | 24    | 2      |
| 11    | Chypre      | Voice                 | Nómiza (Νόμιζα)                  | Grec, italien       | 21    | 8      |
| 12    | Islande     | August & Telma        | Tell Me!                         | Anglais             | 12    | 45     |
| 13    | Espagne     | Serafín Zubiri        | Colgado de un sueño              | Espagnol            | 18    | 18     |
| 14    | Danemark    | Olsen Brothers        | Fly on the Wings of Love         | Anglais             | 1     | 195    |
| 15    | Allemagne   | Stefan Raab           | Wadde hadde dudde da?            | Allemand, anglais   | 5     | 96     |
| 16    | Suisse      | Jane Bogaert          | La vita cos'è?                   | Italien             | 20    | 14     |
| 17    | Croatie     | Goran Karan           | Kad zaspu anđeli                 | Croate              | 9     | 70     |
| 18    | Suède H T   | Roger Pontare         | When Spirits Are Calling My Name | Anglais             | 7     | 88     |
| 19    | Macédoine   | XXL                   | 100% te ljubam (100% те љубам)   | Macédonien, anglais | 15    | 29     |
| 20    | Finlande    | Nina Åström           | A Little Bit                     | Anglais             | 18    | 18     |
| 21    | Lettonie    | Brainstorm            | My Star                          | Anglais             | 3     | 136    |
| 22    | Turquie     | Pınar Ayhan & The SOS | Yorgunum Anla                    | Turc, anglais       | 10    | 59     |
| 23    | Irlande     | Eamonn Toal           | Millennium of Love               | Anglais             | 6     | 92     |
| 24    | Autriche    | The Rounder Girls     | All To You                       | Anglais             | 14    | 34     |

- 1. La chanson comprend également une phrase en maltais.

## Seconde controverse
Durant leur prestation, les Olsen Brothers eurent recours à un vocodeur, qui modifia électroniquement la voix de Jørgen Olsen. La délégation russe introduisit une plainte pour infraction au règlement devant l'UER et demanda la disqualification du Danemark. Cette plainte fut cependant classée sans suite.

## Anciens participants
| Artiste                             | Pays    | Année(s) précédente(s)           |
| ----------------------------------- | ------- | -------------------------------- |
| Alexandros Panayi (membre de Voice) | Chypre  | 1995                             |
| Roger Pontare                       | Suède   | 1994 (en duo avec Marie Bergman) |
| Serafín Zubiri                      | Espagne | 1992                             |

## Tableau des votes
| Drapeau d’Israël | Drapeau des Pays-Bas                              | Drapeau du Royaume-Uni | Drapeau de l'Estonie | Drapeau de la France | Drapeau de la Roumanie | Drapeau de Malte | Drapeau de la Norvège | Drapeau de la Russie | Drapeau de la Belgique | Drapeau de Chypre | Drapeau de l'Islande | Drapeau de l'Espagne | Drapeau du Danemark | Drapeau de l'Allemagne | Drapeau de la Suisse | Drapeau de la Croatie | Drapeau de la Suède | Drapeau de la Macédoine du Nord | Drapeau de la Finlande | Drapeau de la Lettonie | Drapeau de la Turquie | Drapeau de l'Irlande | Drapeau de l'Autriche | Total |    |     |
| Pays             | Israël                                            |                        | –                    | –                    | –                      | 6                | –                     | –                    | –                      | –                 | –                    | –                    | –                   | –                      | –                    | –                     | –                   | –                               | –                      | 1                      | –                     | –                    | –                     | –     | –  | 7   |
| Pays             | Pays-Bas                                          | 8                      |                      | –                    | –                      | 2                | –                     | 5                    | –                      | –                 | 8                    | 5                    | 1                   | 4                      | –                    | 1                     | –                   | 2                               | –                      | –                      | –                     | –                    | 3                     | 1     | –  | 40  |
| Pays             | Royaume-Uni                                       | 1                      | –                    |                      | 2                      | –                | 3                     | 6                    | –                      | –                 | –                    | 3                    | –                   | –                      | –                    | –                     | –                   | 4                               | –                      | –                      | –                     | 3                    | 6                     | –     | –  | 28  |
| Pays             | Estonie                                           | 6                      | 7                    | 4                    |                        | –                | 6                     | 7                    | 4                      | –                 | 2                    | 6                    | 5                   | –                      | 4                    | 5                     | –                   | 6                               | 6                      | –                      | 8                     | 10                   | 2                     | 7     | 3  | 98  |
| Pays             | France                                            | –                      | 2                    | –                    | –                      |                  | –                     | –                    | –                      | 3                 | –                    | –                    | –                   | –                      | –                    | –                     | –                   | –                               | –                      | –                      | –                     | –                    | –                     | –     | –  | 5   |
| Pays             | Roumanie                                          | –                      | –                    | –                    | –                      | –                |                       | –                    | –                      | 6                 | –                    | –                    | –                   | –                      | –                    | –                     | –                   | 7                               | –                      | 12                     | –                     | –                    | –                     | –     | –  | 25  |
| Pays             | Malte                                             | 3                      | 1                    | 2                    | 1                      | –                | 7                     |                      | 2                      | 8                 | 1                    | 8                    | –                   | 1                      | 3                    | 3                     | –                   | 8                               | 3                      | 8                      | –                     | 4                    | 5                     | 3     | 2  | 73  |
| Pays             | Norvège                                           | 7                      | –                    | 3                    | 3                      | –                | –                     | 3                    |                        | –                 | –                    | –                    | 7                   | –                      | 7                    | –                     | –                   | –                               | 7                      | –                      | –                     | 6                    | 10                    | 4     | –  | 57  |
| Pays             | Russie                                            | 10                     | –                    | 8                    | 10                     | 5                | 12                    | 12                   | 8                      |                   | 7                    | 12                   | 8                   | 5                      | 6                    | 4                     | 2                   | 12                              | 5                      | 7                      | 5                     | –                    | –                     | 10    | 7  | 155 |
| Pays             | Belgique                                          | –                      | –                    | –                    | –                      | –                | –                     | –                    | –                      | –                 |                      | –                    | –                   | –                      | –                    | –                     | –                   | –                               | –                      | 2                      | –                     | –                    | –                     | –     | –  | 2   |
| Pays             | Chypre                                            | –                      | –                    | –                    | –                      | –                | –                     | 1                    | –                      | –                 | –                    |                      | –                   | –                      | –                    | –                     | –                   | 3                               | –                      | 4                      | –                     | –                    | –                     | –     | –  | 8   |
| Pays             | Islande                                           | 5                      | –                    | –                    | 6                      | –                | –                     | –                    | 7                      | –                 | –                    | –                    |                     | –                      | 12                   | –                     | –                   | –                               | 8                      | –                      | –                     | 7                    | –                     | –     | –  | 45  |
| Pays             | Espagne                                           | –                      | –                    | –                    | –                      | –                | 5                     | –                    | –                      | 2                 | –                    | 10                   | –                   |                        | –                    | –                     | 1                   | –                               | –                      | –                      | –                     | –                    | –                     | –     | –  | 18  |
| Pays             | Danemark                                          | 12                     | 10                   | 12                   | 8                      | 7                | 1                     | 8                    | 10                     | 12                | 10                   | 4                    | 12                  | 10                     |                      | 12                    | 10                  | –                               | 12                     | –                      | 10                    | 12                   | 1                     | 12    | 10 | 195 |
| Pays             | Allemagne                                         | –                      | 8                    | 5                    | –                      | 10               | –                     | –                    | 3                      | 4                 | 6                    | –                    | 6                   | 12                     | 2                    |                       | 12                  | 1                               | –                      | –                      | 2                     | 8                    | –                     | 5     | 12 | 96  |
| Pays             | Suisse                                            | –                      | 6                    | –                    | –                      | –                | –                     | –                    | –                      | 5                 | –                    | –                    | –                   | –                      | –                    | –                     |                     | –                               | –                      | –                      | –                     | 2                    | –                     | –     | 1  | 14  |
| Pays             | Croatie                                           | –                      | –                    | –                    | –                      | 8                | 8                     | –                    | –                      | 10                | –                    | –                    | –                   | 2                      | –                    | 6                     | 6                   |                                 | –                      | 10                     | 6                     | –                    | 8                     | –     | 6  | 70  |
| Pays             | Suède                                             | –                      | –                    | 6                    | 5                      | 1                | –                     | 4                    | 5                      | –                 | 5                    | –                    | 4                   | 6                      | 10                   | 8                     | 3                   | –                               |                        | 6                      | 7                     | –                    | 12                    | 6     | –  | 88  |
| Pays             | Macédoine                                         | –                      | –                    | –                    | –                      | –                | 10                    | –                    | –                      | 7                 | –                    | 2                    | –                   | –                      | –                    | –                     | –                   | 10                              | –                      |                        | –                     | –                    | –                     | –     | –  | 29  |
| Pays             | Finlande                                          | –                      | 5                    | –                    | 7                      | –                | 4                     | –                    | –                      | –                 | –                    | –                    | –                   | –                      | –                    | –                     | –                   | –                               | 2                      | –                      |                       | –                    | –                     | –     | –  | 18  |
| Pays             | Lettonie                                          | 4                      | 4                    | 7                    | 12                     | 3                | –                     | –                    | 12                     | 1                 | 12                   | 1                    | 10                  | 7                      | 8                    | 7                     | 7                   | –                               | 10                     | 3                      | 12                    |                      | –                     | 8     | 8  | 136 |
| Pays             | Turquie                                           | –                      | 12                   | –                    | –                      | 12               | –                     | –                    | 1                      | –                 | 3                    | –                    | –                   | –                      | 1                    | 10                    | 5                   | –                               | 1                      | 5                      | 4                     | –                    |                       | –     | 5  | 59  |
| Pays             | Irlande                                           | 2                      | 3                    | 10                   | 4                      | 4                | 2                     | 10                   | 6                      | –                 | 4                    | 7                    | 2                   | 3                      | 5                    | –                     | 8                   | 5                               | 4                      | –                      | 1                     | 1                    | 7                     |       | 4  | 92  |
| Pays             | Autriche                                          | –                      | –                    | 1                    | –                      | –                | –                     | 2                    | –                      | –                 | –                    | –                    | 3                   | 8                      | –                    | 2                     | 4                   | –                               | –                      | –                      | 3                     | 5                    | 4                     | 2     |    | 34  |
| Pays             | Le tableau suit l'ordre de passage des candidats. |                        |                      |                      |                        |                  |                       |                      |                        |                   |                      |                      |                     |                        |                      |                       |                     |                                 |                        |                        |                       |                      |                       |       |    |     |

- Jury
- Télévote

## Télédiffuseurs
Pays participants
| Pays        | Télédiffuseur(s)       | Commentateur(s)                        | Portes paroles          |
| ----------- | ---------------------- | -------------------------------------- | ----------------------- |
| Allemagne   | Das Erste              | Peter Urban                            | Axel Bulthaupt          |
| Allemagne   | Deutschlandfunk        | Thomas Mohr                            | Axel Bulthaupt          |
| Autriche    | ORF 1                  | Andi Knoll                             | Dodo Roščić             |
| Autriche    | FM4                    | Stermann & Grissemann                  | Dodo Roščić             |
| Belgique    | La Une                 | Jean-Pierre Hautier                    | Thomas Van Hamme        |
| Belgique    | VRT TV1                | André Vermeulen & Anja Daems           | Thomas Van Hamme        |
| Chypre      | RIK 1                  | Evi Papamichail                        | Loukas Hamatsos         |
| Croatie     | HRT 1                  | Aleksandar Kostadinov                  | Marko Rašica            |
| Danemark    | DR1                    | Keld Heick                             | Michael Teschl          |
| Espagne     | TVE1                   | José Luis Uribarri                     | Hugo de Campos          |
| Estonie     | ETV                    | Marko Reikop                           | Evelin Samuel           |
| Finlande    | YLE TV1                | Jani Juntunen                          | Pia Mäkinen             |
| France      | France 3               | Julien Lepers                          | Marie Myriam            |
| Irlande     | RTÉ One                | Marty Whelan                           | Derek Mooney            |
| Irlande     | RTÉ Radio 1            | Larry Gogan                            | Derek Mooney            |
| Islande     | Sjónvarpið             | Gísli Marteinn Baldursson              | Ragnheiður Elín Clausen |
| Israël      | Télévision Israélienne | pas de commentateur                    | Yoav Ginai              |
| Lettonie    | LTV                    | Kārlis Streips                         | Lauris Reiniks          |
| Macédoine   | MTV 1                  | Milanka Rašik                          | Sandra Todorovska       |
| Malte       | TVM                    | Charlo Bonnici                         | Valerie Vella           |
| Norvège     | NRK1                   | Jostein Pedersen                       | Marit Åslein            |
| Pays-Bas    | Nederland 2            | Willem van Beusekom                    | Marlayne                |
| Pays-Bas    | Radio 2                | Hijlco Span                            | Marlayne                |
| Roumanie    | TVR1                   | Leonard Miron                          | Andreea Marin           |
| Royaume-Uni | BBC One                | Terry Wogan                            | Colin Berry             |
| Royaume-Uni | BBC Radio 2            | Ken Bruce                              | Colin Berry             |
| Russie      | Perviy Kanal           | Alexey Zhuravlev & Tatiana Godunova    | Zhanna Agalakova        |
| Suède       | SVT2                   | Pernilla Månsson-Colt & Christer Lundh | Malin Ekander           |
| Suède       | SR P3                  | Carolina Norén                         | Malin Ekander           |
| Suisse      | TSR 1                  | Jean-Marc Richard                      | Astrid Von Stockar      |
| Suisse      | SF2                    | Sandra Studer                          | Astrid Von Stockar      |
| Suisse      | TSI 1                  | Jonathan Tedesco                       | Astrid Von Stockar      |
| Turquie     | TRT 1                  | Ömer Önder                             | Osman Erkan             |

Pays relégués
| Pays               | Télédiffuseur(s) | Commentateur(s)       |
| ------------------ | ---------------- | --------------------- |
| Bosnie-Herzégovine | BHT              | Ismeta Dervoz-Krvavac |
| Lituanie           | LRT              | Darius Užkuraitis     |
| Pologne            | TVP 1            | Artur Orzech          |
| Portugal           | RTP1             | Eládio Climaco        |
| Slovénie           | SLO2             | Miša Molk             |